# クリス・コールマン
クリストファー・コールマン（Christopher "Chris" Coleman, 1970年6月10日 - ）は、ウェールズのスウォンジー出身の元サッカー選手、サッカー指導者。

## 経歴
現役時代はディフェンダーを務め、スウォンジー・シティ、クリスタル・パレス、ブラックバーンを経てフラムに加入。しかし2001年に交通事故に遭い、その怪我が元で翌年にプロサッカー選手としてのキャリアを終える事となる。
現役引退後はフラムのコーチを担当していたが、2003年に当時の監督であるジャン・ティガナが解任されると後任監督として就任。指導者としてのキャリアは短かったものの、2003-2004シーズンにはプレミアリーグ全20チーム中9位でシーズンを終えたのをはじめ、その後のシーズンもまずまずの結果を残す。だが、2007年4月に成績不振を理由に解任され、現役時代を含め10年間在籍したフラムから去る事となった。ちなみに32歳と11ヶ月での監督就任はプレミアリーグ史上最年少で、2012年1月現在も破られていない。
2007-2008シーズンはセグンダ・ディビシオンに降格してしまったレアル・ソシエダの監督に就任し、バスク地方の古豪をどう立て直すのか注目されていたが、2008年1月に会長のイニャーキ・バディオラとの確執が表面化し、ソシエダの監督を辞任した。その後はコヴェントリー・シティFC、AEL 1964、ウェールズ代表の監督を歴任している。
2018年6月10日、河北華夏幸福足球倶楽部の監督に就任することが発表された。

## 所属クラブ

### 現役時代
- 1987-1991  スウォンジー・シティAFC
- 1991-1995  クリスタル・パレスFC
- 1995-1997  ブラックバーン・ローヴァーズFC
- 1997-2002  フラムFC

### 監督時代
- 2003-2007  フラムFC
- 2007-2008.1  レアル・ソシエダ
- 2008.2-2010.5  コヴェントリー・シティFC
- 2010.12-2012.1  AEL 1964
- 2012.1-2017.11  ウェールズ代表
- 2017.11-2018.4  サンダーランドAFC
- 2018.6-2019.5  河北華夏幸福足球倶楽部
- 2022-2023  アトロミトスFC
- 2024-  AELリマソール

## タイトル

### 選手時代
スウォンジー・シティAFC
- ウェルシュカップ:2回（1988-89、1990-91）

クリスタル・パレスFC
- EFLチャンピオンシップ:1回（1993-94）

フラムFC
- EFLリーグ1:1回（1998-99）
- EFLチャンピオンシップ:1回（2000-01）

個人
- EFLリーグ2PFAチームオブザイヤー:2回（1988-89、1990-91）
- EFLリーグ1PFAチームオブザイヤー:2回（1997-98、1998-99）
- EFLチャンピオンシップPFAチームオブザイヤー:2回（1999-2000、2000-01）
- クリスタル・パレスFC年間最優秀選手:1回（1994）

### 監督時代
個人
- EFLチャンピオンシップ月間最優秀監督:1回（2009年5月）